# سیمون جیکوبز
سیمون جیکوبز (انگلیسی: Simmone Jacobs؛ زادهٔ ۵ سپتامبر ۱۹۶۶) ورزشکار دو و میدانی اهل بریتانیا است.